# Endesa
Endesa, SA (Empresa Nacional de Electricidad, S.A.) is een van de grootste elektriciteitsbedrijven in Spanje. Sinds 2007 is het Italiaanse nutsbedrijf ENEL de belangrijkste aandeelhouder.

## Activiteiten
Endesa is een internationaal nutsbedrijf met activiteiten in Spanje, Portugal en diverse landen in Zuid-Amerika. Het bedrijf produceert en levert elektriciteit en aardgas aan bijna 26 miljoen klanten, waarvan meer dan de helft in Zuid-Amerika. In Spanje heeft het bedrijf een marktaandeel van bijna 40% in de elektriciteitsvoorziening. In Argentinië, Chili, Colombia en Peru heeft Endesa marktaandelen die liggen tussen de 15% en 20%. In Brazilië is het marktaandeel bescheiden, maar met 6 miljoen klanten is het de tweede markt van Endesa, na Spanje, gerekend naar afnemers.
De elektriciteitscentrales van Endesa hebben een totaal vermogen van 40.000 megawatt. Het bedrijf beschikt over waterkrachtcentrales, en verder wordt kernenergie, steenkool en aardgas als brandstof ingezet. In 2013 lag de totale productie van elektriciteit op 132 GWh, maar Endesa koopt ook energie in bij derden en leverde daardoor bijna 158 GWh aan haar klanten. Het bedrijf verkoopt ook energie buiten het Iberisch schiereiland in Europa, met name in Nederland.
De activiteiten zijn georganiseerd in twee divisies, Spanje en Portugal en Zuid-Amerika. De belangen in Zuid-Amerika zijn sinds 2013 samengevoegd in een Chileense holding, Eneris S.A.. In 2013 behaalde het bedrijf een omzet van € 31 miljard, waarvan twee derde in Europa werd gerealiseerd.
Endesa maakte deel uit van de Spaanse beursindex IBEX-35, maar werd daaruit verwijderd in december 2013. De free float van het aandelenkapitaal was slechts 7,94%. Na de verkoop van ongeveer 20% van het belang door ENEL in 2014   is de free float en het handelsvolume op de beurs gestegen en werden de aandelen Endesa weer opgenomen in de IBEX-35 aandelenindex.

## Geschiedenis
Het bedrijf is opgericht in 1944 als Empresa Nacional de Electricidad, SA en veranderde haar naam in Endesa, SA in 1997. 

### Overname door ENEL
In 2006 en 2007 werd Endesa het doelwit van een overnamebod door Gas Natural en het Duitse E.ON en de Italiaanse ENEL. Op 2 februari 2007 bood E.ON €38,75 voor elk gewoon aandeel Endesa. Maar E.ON trok haar bod in op 4 maart 2007 in ruil voor een belofte van rivaliserende bieders om diverse centrales van Endesa aan E.ON te verkopen. In oktober 2007 kochten Acciona en Enel voor €42,5 miljard 92,06% van het aandelenkapitaal van Endesa (25,01% Acciona en Enel 67,05%), de resterende 7,94% is vrij verhandelbare aandelen op de beurs.
Acciona en Enel hadden een 10-jarige aandeelhoudersovereenkomst gesloten om Endesa gezamenlijk te beheren via een holding, die wordt gecontroleerd door Acciona, dat 50,01% van het aandelenkapitaal van Endesa houdt. Acciona en Enel konden het echter niet eens konden worden over de strategie en in 2009 nam Enel de aandelen van Acciona over. Enel betaalde hiervoor €11,1 miljard waarmee het belang in Endesa steeg tot 92%.
Eind 2014 verkocht Enel ongeveer een vijfde van haar bezit in Endesa. Na de verkoop is het belang in Endesa gedaald naar 70%. De verkoop leverde 3 miljard euro op en ENEL heeft het geld gebruikt om schulden af te lossen.